# آرسام محمودی
آرسام محمودی (زادهٔ ۱۳۷۰) فعال سیاسی ملی‌گرا و مشروطه‌خواه ایرانی است. او در تاریخ ۸ آذر ۱۴۰۱ توسط نیروهای امنیتی جمهوری اسلامی بازداشت شد.

## فعالیت‌ها
محمودی دانش‌آموخته کارشناسی و کارشناسی ارشد مهندسی عمران از دانشگاه محقق اردبیلی شهر اردبیل است. او از سن ۲۰ سالگی فعالیت‌های فرهنگی و سیاسی را آغاز کرده‌است.

## بازداشت
آرسام محمودی در تاریخ ۸ آذر ۱۴۰۱ با یورش مأموران امنیتی جمهوری اسلامی به خانه پدری‌اش در تهران بازداشت شد و به زندان اوین منتقل شد. او پس از یک ماه به زندان فشافویه تبعید شد.
به گزارش خبرگزاری هرانا – روز دوشنبه ششم آذر ۱۴۰۲، آرسام محمودی، شهروند اهل تبریز و از بازداشت شدگان اعتراضات سراسری ۱۴۰۱، در پی پذیرش درخواست اعاده دادرسی از زندان اوین آزاد شد. 